# Eudictya grata
Eudictya grata är en insektsart som beskrevs av Melichar 1912. Eudictya grata ingår i släktet Eudictya och familjen Dictyopharidae. Inga underarter finns listade i Catalogue of Life.